# فولكسشوله

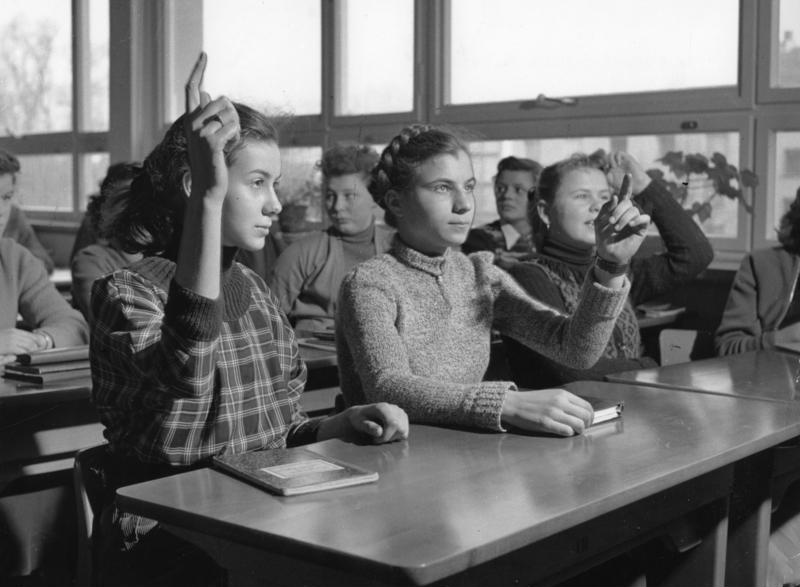
طلاب مونسترشول في بون في عام 1954

يشير المصطلح الألماني Volksschule عمومًا إلى التعليم الإلزامي، والذي يشير إلى مؤسسة تعليمية يجب على كل شخص (أي الأشخاص، Volk ) حضورها.
في ألمانيا وسويسرا وهو ما يعادل التعليم أساسي (Grundschule وPrimarschule، على التوالي)، وأقل من التعليم الثانوي ( هاوبتشوله أو Sekundarschule)، التي يكون عادة الحضور إلزاميا على مدى تسع سنوات. في النمسا، يُستخدم مصطلح Volksschule فقط إشارة للمدرسة الابتدائية من السنة الأولى إلى السنة الرابعة. ويشار إليها في بلدان الشمال باسم Folkskolen وبالفنلندية، في ترجمة مباشرة، باسم Kansakoulu؛ غطت هذه المدارس السنوات الأولى من التعليم الابتدائي، من سن 7 إلى 11 أو 12 عامًا.

## التاريخ
في العصور الوسطى، تم إنشاء مدارس الكنيسة في الإمبراطورية الرومانية المقدسة لتثقيف أعضاء المستقبل من رجال الدين، كما هو منصوص عليه في المادة 1215 مجمع لاتران الرابع، الذي تبناه فيما بعد مدارس الأحد للإصلاح البروتستانتي. اتبعت المدارس العلمانية الأولى خلال حركة التقوية من أواخر القرن السابع عشر وما بعده، وتم الترويج لها من قبل دعاة التنوير. في عام 1717 أصدر الملك فريدريك وليام الأول ملك بروسيا التعليم الإلزامي للأطفال من سن الخامسة إلى الثانية عشر. كان عليهم أن يكونوا قادرين على القراءة والكتابة واضطروا إلى حفظ التعليم المسيحي البروتستانتي. في عام 1763، أصدر الملك فريدريك الكبير أول قانون مدرسة بروسية عامة، وضعها اللاهوتي يوهان يوليوس هيكر.
أنشئت Volksschulen مماثلة في انتخابية ساكسونياوفي الأجزاء الناطقة باللغة الألمانية من ملكية هابسبورغ، بدعم من يوهان اجناز فون فيلبيجر، من خلال نظام ابتدائي تدعمه الدولة لمدرسة الفصل الواحد. كان من المفترض أن يكون الحضور إلزاميًا، لكن إحصاء 1781 كشف عن حضور ربع الأطفال في سن الدراسة. في ذلك الوقت، كان هذا أحد الأمثلة القليلة للتعليم المدعوم من الدولة. كان إرسال أولادهم إلى المدرسة ملزمًا بموجب القانون فقط منذ عام 1840 في الإمبراطورية النمساوية.